# ローラ・B01/00
ローラ・B01/00 (Lola B01/00) は、ローラが設計・製造したオープンホイールレーシングカーである。2001年のCARTシーズンで使用された。全20戦中10回優勝を記録し、スウェーデン人ドライバーのケニー・ブラックが163ポイントを獲得し、ドライバーズランキング2位に輝いた。